# Dreams and Nightmares
Dreams and Nightmares – debiutancki album studyjny amerykańskiego rapera Meeka Milla, którego światowa premiera odbyła się 30 października 2012 roku. Wydawnictwo ukazało się nakładem wytwórni Maybach Music Group oraz Warner Bros. Records. Producentem wykonawczym płyty był Rick Ross. Oprócz niego, producentami poszczególnych utworów zajęli się Young Shun, Jahlil Beats, KeY Wane, Cardiak, Tommy Brown, Boi-1da, The Beat Bully, Black Metaphor, Lee Major, Kane Beatz, Ashanti Floyd, Infamous, The Agency, Travis Sayles, Kenoe, Got Koke oraz The Renegades. Rapera wsparli tacy artyści jak: Rick Ross, Aubrey Graham, Nas, Trey Songz czy Mary Jane Blige.
19 czerwca 2012 r. ukazał się pierwszy singel pt. "Amen", w którym gościnnie wystąpili Jeremih i Drake.
Album zadebiutował na 2. miejscu listy sprzedaży Billboard 200, ze sprzedażą wynoszącą 165 000 egzemplarzy. W drugim tygodniu, sprzedaż osiągnęła 41 000 sztuk więcej, spadając na 8. pozycję. Do 17 kwietnia 2013 roku sprzedano 347 000 kopii.

## Lista utworów
| Nr  | Tytuł utworu                                                | Autorzy tekstu                                                                                | Muzyka                                        | Długość |
| --- | ----------------------------------------------------------- | --------------------------------------------------------------------------------------------- | --------------------------------------------- | ------- |
| 1.  | „Dreams and Nightmares”                                     | Robert Williams, Anthony Tucker                                                               | The Beat Bully                                | 3:50    |
| 2.  | „In God We Trust”                                           | Williams, Byron "Black Metaphor" Forest II                                                    | Black Metaphor                                | 4:37    |
| 3.  | „Young & Gettin' It (gości. Kirko Bangz)”                   | Williams, Kirk Randle, Orlando Tucker                                                         | Jahlil Beats                                  | 3:26    |
| 4.  | „Traumatized”                                               | Williams, Matthew Samuels                                                                     | Boi-1da                                       | 4:10    |
| 5.  | „Believe It (gości. Rick Ross)”                             | Williams, William Roberts II, Roshun "Young Shun" Walker                                      | Young Shun                                    | 3:31    |
| 6.  | „Maybach Curtains (featuring Nas, Rick Ross & John Legend)” | Williams, Roberts II, Nasir Jones, John Stephens, Marco Rodriguez-Diaz                        | Infamous, The Agency                          | 4:52    |
| 7.  | „Amen (gości. Drake)”                                       | Williams, Aubrey Graham, Jeremy Felton, Dwane Weir II, Tucker                                 | Key Wane, Jahlil Beats                        | 4:49    |
| 8.  | „Young Kings”                                               | Williams, Leigh Elliott                                                                       | Lee Major                                     | 3:51    |
| 9.  | „Lay Up (gości. Wale, Rick Ross & Trey Songz)”              | Williams, Roberts II, Olubowale Akintimehin, Tremaine Neverson, Ashanti Floyd, Daniel Johnson | Kane Beatz, Ashanti "The Mad Violinist" Floyd | 4:07    |
| 10. | „Tony Story (Pt. 2)”                                        | Williams, Samuels                                                                             | Boi-1da                                       | 4:23    |
| 11. | „Who You're Around (gości. Mary Jane Blige)”                | Williams, Mary J. Blige, Tommy Brown, Travis Sayles                                           | Tommy "TBHITS" Brown, Travis Sayles           | 3:19    |
| 12. | „Polo & Shell Tops”                                         | Williams, Carl McCornick                                                                      | Cardiak                                       | 3:26    |
| 13. | „Rich & Famous (gości. Louie V)”                            | Williams, Vincent "Louie V" Robinson, Tucker                                                  | Jahlil Beats                                  | 4:15    |
| 14. | „Real Niggas Come First”                                    | Williams, Maurice "Kenoe" Jordan                                                              | Kenoe, Got Koke                               | 3:32    |
|     |                                                             |                                                                                               |                                               | 56:08   |

| Deluxe edition | Deluxe edition                             | Deluxe edition                                        | Deluxe edition | Deluxe edition |
| Nr             | Tytuł utworu                               | Autorzy tekstu                                        | Muzyka         | Długość        |
| -------------- | ------------------------------------------ | ----------------------------------------------------- | -------------- | -------------- |
| 1.             | „Burn (gości. Big Sean)”                   | Williams, Sean Anderson, Tucker                       | Jahlil Beats   | 3:36           |
| 2.             | „Freak Show (gości. 2 Chainz & Sam Sneak)” | Williams, Tauheed Epps, Mervin Riviere, Bryan Johnson | The Renegades  | 3:21           |
|                |                                            |                                                       |                | 6:57           |